# إنايا داي
إنايا داي (Inaya Day) هي مغنية وكاتبة أغاني أمريكية من مواليد 17 يناير 1977.

## روابط خارجية
- إنايا داي على موقع IMDb (الإنجليزية)
- إنايا داي على موقع ميوزك برينز (الإنجليزية)
- إنايا داي على موقع ديسكوغز (الإنجليزية)